# Movimento ao Socialismo
O Movimento ao Socialismo — Instrumento Político para a Soberania dos Povos (em espanhol: Movimiento al Socialismo - Instrumento Político por la Soberanía de los Pueblos, abreviado MAS-IPSP), ou simplesmente Movimento ao Socialismo (MAS), é um partido político socialista boliviano.

## Histórico
O MAS tem suas origens na organização dos cocaleros da região do Chapare, sob a liderança de Evo Morales. Em 1995, diversas organizações camponesas se uniram na Assembléia pela Soberania dos Povos (ASP). Sem conseguir o número de asinaturas necessário para a formalização do partido, o grupo de Morales acabou se filiando à Izquierda Unida (IU) para as eleições de 1997. Eleito deputado, Morales deixou a IU em 1999 e assumiu o comando do Movimiento al Socialismo-Unzanguista (MAS-U), sigla que havia sido fundada pelo empresário David Añez Pedraza em 1987.
Nas eleições legislativas de 2002, a candidatura de Morales à presidência da Bolívia ficou em segundo lugar, perdendo para Gonzalo Sánchez de Lozada. No mesmo ano o jovem partido obteve 27 das 130 cadeiras do Parlamento. Dois anos depois, nas eleições municipais de 2004, os candidatos a prefeito do MAS venceram em dois terços dos  municípios da zona rural. Nas eleições presidenciais de 2005, Morales elegeu-se presidente.

## Resultados eleitorais

### Eleições gerais
| Data | CI. | Candidato apoiado | Votos     | %             | +/-    | Deputados | +/-     | Senadores | +/-     | Status   |
| ---- | --- | ----------------- | --------- | ------------- | ------ | --------- | ------- | --------- | ------- | -------- |
| 2002 | 2.º | Evo Morales       | 581 884   | 20,9 / 100,0  |        | 27 / 130  |         | 8 / 27    |         | Oposição |
| 2005 | 1.º | Evo Morales       | 1 544 374 | 53,7 / 100,0  | 32,8%  | 72 / 130  | 45      | 12 / 27   | 4       | Governo  |
| 2009 | 1.º | Evo Morales       | 2 943 209 | 64,2 / 100,0  | 10,5%  | 88 / 130  | 16      | 26 / 36   | 14      | Governo  |
| 2014 | 1.º | Evo Morales       | 3 173 304 | 61,4 / 100,0  | 2,8%   | 88 / 130  | Estável | 25 / 36   | 1       | Governo  |
| 2019 | 1.º | Evo Morales       | 2 889 359 | 47,08 / 100,0 | 14,32% | 67 / 130  | 21      | 21 / 36   | 4       | Anulada  |
| 2020 | 1.º | Luis Arce         | 3 393 978 | 55,10 / 100,0 | 8,02%  | 75 / 130  | 8       | 21 / 36   | Estável | Governo  |